# Kaukasus
Kaukasus är en bergskedja i Kaukasien mellan Svarta havet och Kaspiska havet. Kaukasus är ungefär 1 200 km lång och 160 km bred. Högsta berget är den utdöda vulkanen Elbrus med sina 5 642 meter. Kaukasus ligger i östra Europa och västra Asien.
Kaukasus har fått ge sitt namn till bergskedjan Montes Caucasus på månen.
I den västligaste delen av Kaukasus hölls utomhussporterna vid olympiska vinterspelen 2014. 

## Geografi
Kaukasus sträcker sig i nordvästlig-sydöstlig riktning och breder ut sig i fyra länder; Ryssland, Georgien, Azerbajdzjan, och Armenien. Bergskedjan är uppdelad i två delar som ligger norr om, Stora Kaukasus, samt söder om, Lilla Kaukasus, det georgiska låglandet. Bergskedjan är i väst och öst ganska utbredd, uppemot 160 km medan den är smalare i mitten.

## Galleri

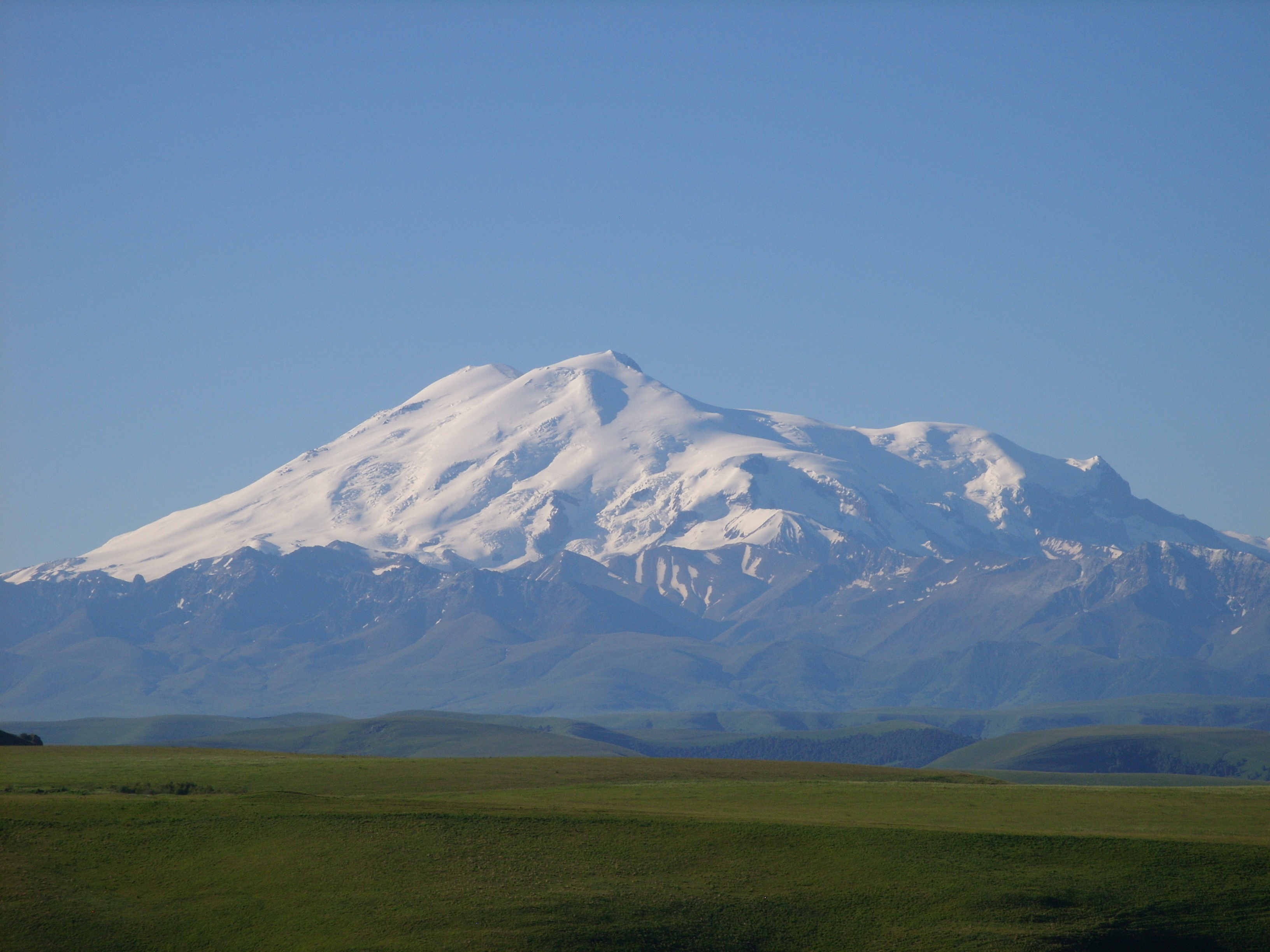
Kaukasus högsta berg Elbrus
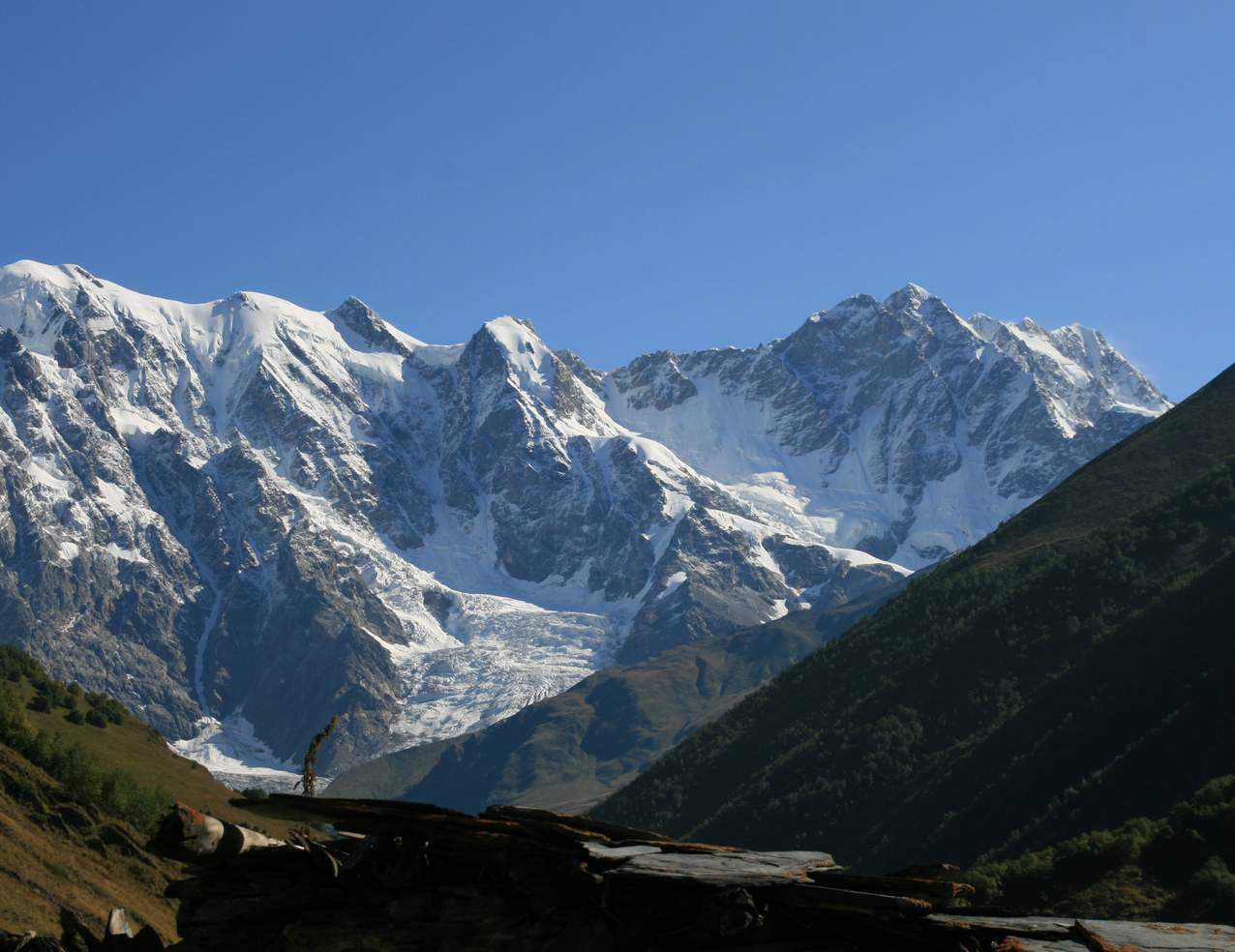
Georgiens högsta berg Sjchara
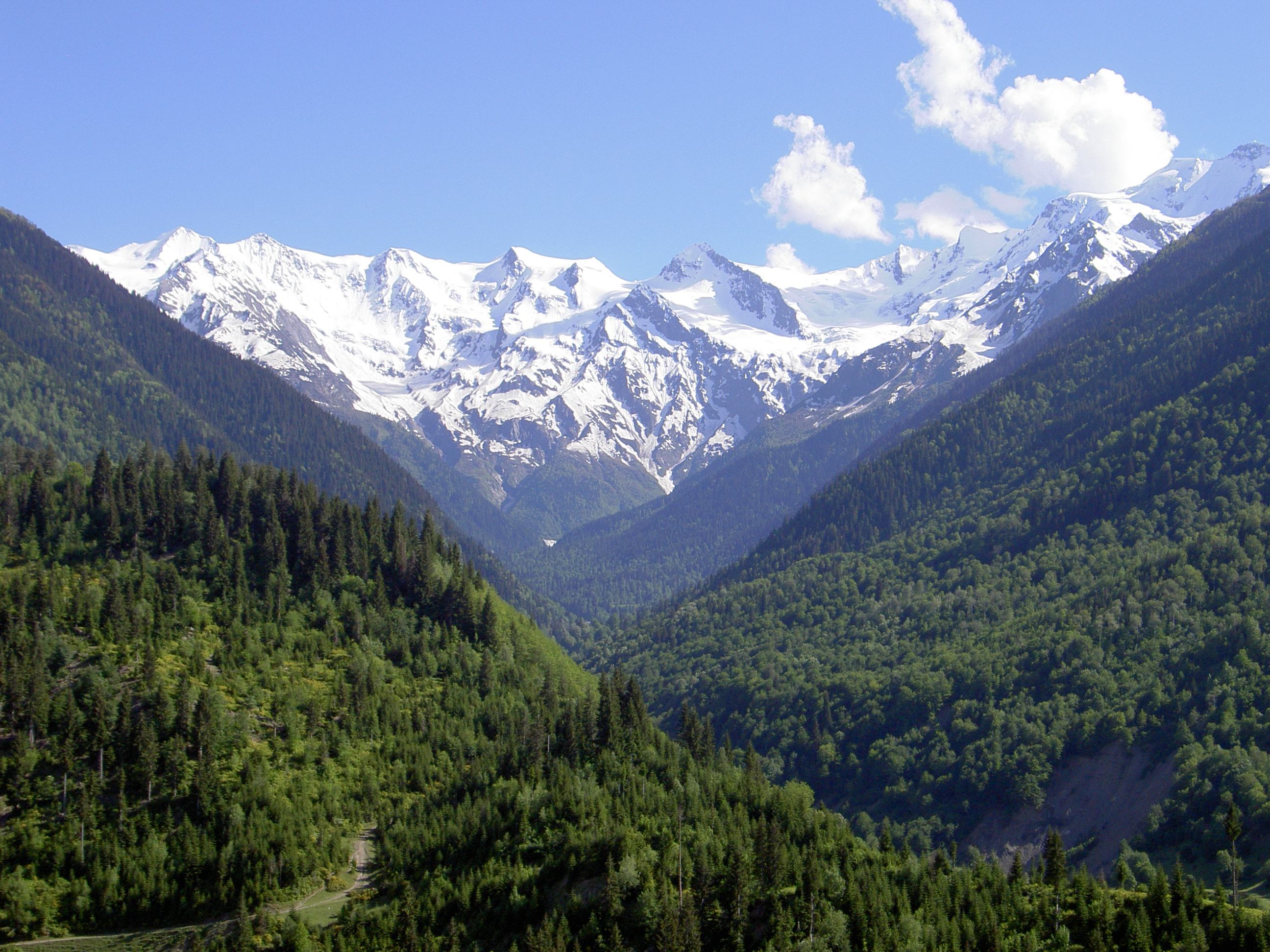
Sommar i georgiska området Svanetien i Kaukasus
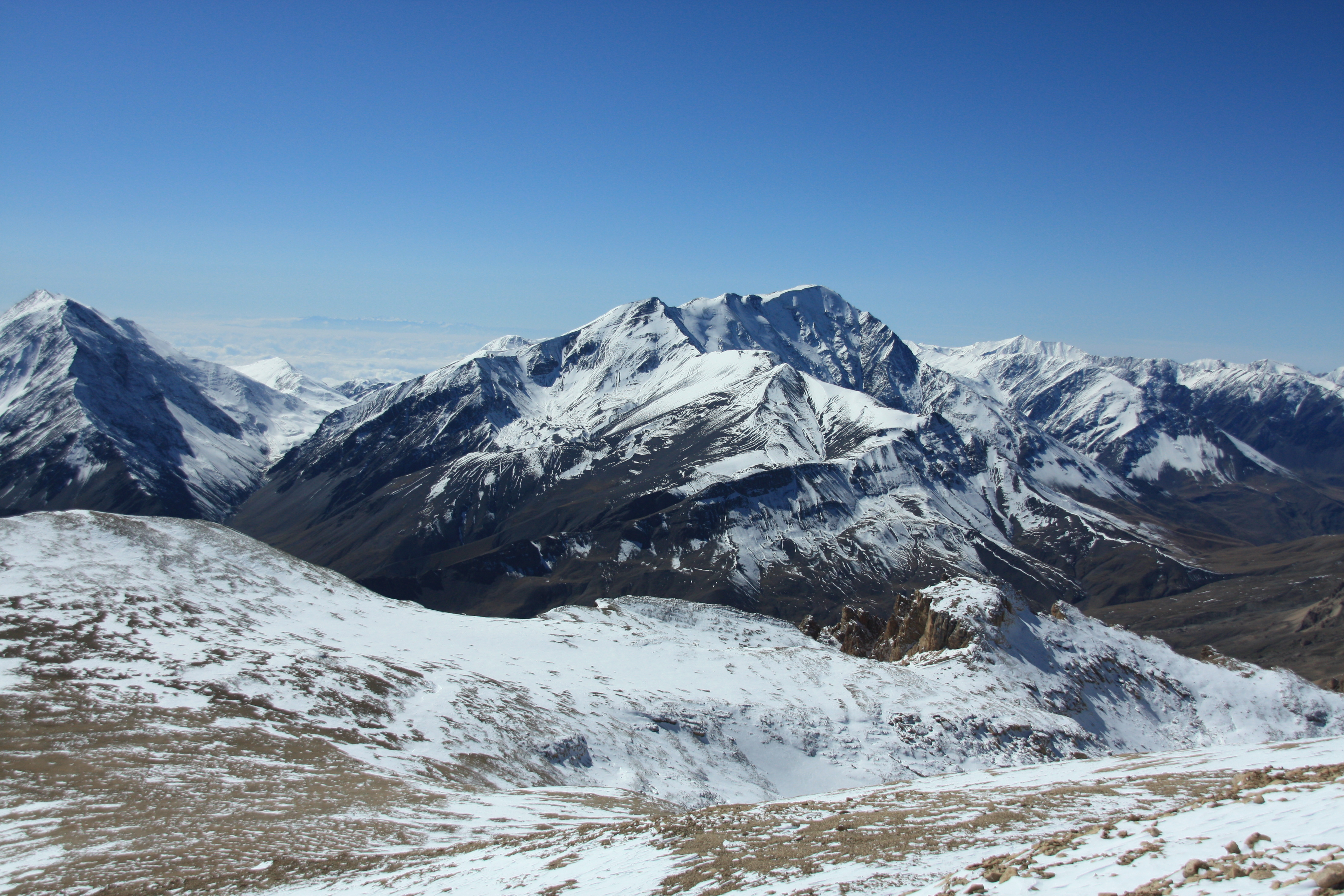
Azerbajdzjans högsta berg Bazardüzü